# Port lotniczy Cchinwali
Port lotniczy Chinwali – nieczynny port lotniczy zlokalizowany w miejscowości Cchinwali (Osetia Południowa).